# 2495 Noviomagum
A 2495 Noviomagum (ideiglenes jelöléssel 7071 P-L) egy kisbolygó a Naprendszerben. Cornelis Johannes van Houten, Ingrid van Houten-Groeneveld és Tom Gehrels fedezte fel 1960. október 17-én.